# MANIAC (Stray Kids의 노래)
"MANIAC"은 한국의 보이 밴드 Stray Kids의 노래이다. 이 그룹의 여섯 번째 EP인 Oddinary의 두 번째 곡으로 발매되었고, 2022년 3월 18일 JYP 엔터테인먼트와 리퍼블릭 레코드를 통해 리드 싱글로 발매되었다. 3Racha와 Versachoi가 작사, 작곡한 MANIAC은 프랑켄슈타인의 괴물을 언급하는 세계가 설정한 '일반' 사회적 규범을 깨는 '이상한' 사람들에 대한 트랩 일렉트로 팝 노래이다.
이 노래는 한국의 가온 디지털 차트에서 29위에 올랐고 미국 빌보드 버블링 언더핫 100에서 19위에 올랐다. 이 노래는 음악 프로그램에서 두 차례(SHOW CHAMPION, MUSIC BANK) 수상했다.

## 발매
2022년 2월 13일, 팬 미팅 '#LoveStay SKZ's Chocolate Factory' 이후, Stray Kids는 3월 18일에 발매가 예정되어 있는 향후 EP Oddinary의 티저 동영상을 공개했다.
EP의 완성된 곡 목록은 3월 3일에 수록되었고 'MANIC'이 대표곡임을 발표했다.
3월 15일부터 17일까지 3개의 뮤직 비디오 티저가 업로드되었다.
MANIAC은 이에 수반되는 뮤직비디오와 함께 EP와 함께 발매되었다. 인터뷰에 따르면 구성원 한은 이 곡은 가을과 겨울에 쓰였다고 말했고 3Racha는 지난번 노래 '소리꾼'과는 다른 분위기를 내뿜고 싶다고 말했다.
MANIAC의 일본어판은 5월 18일에 에픽 레코드 재팬을 통해 사전 발매되어 6월 22일에 발매된 그룹의 일본어 세컨드 EP 'CIRCUS'에 포함되어 있다.